# Centroprawica

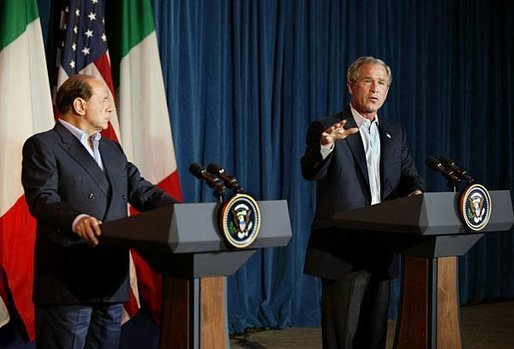
Silvio Berlusconi i George W. Bush, przedstawiciele XXI-wiecznej centoprawicy

Centroprawica – określenie partii politycznych, a także koalicji wyborczych, znajdujących się na osi politycznej pomiędzy partiami centrowymi a prawicowymi. Takie partie wyznają najczęściej zasady konserwatyzmu w życiu społecznym i solidaryzmu lub liberalizmu w gospodarce. Od lat 80. XVIII wieku do lat 80. XIX wieku, w związku z rezygnacją z merkantylizmu na rzecz kapitalizmu, zaczęły powstawać partie centroprawicowe – na przykład brytyjska Partia Konserwatywna. Partie centroprawicowe najczęściej reprezentują ideologie chrześcijańskiej demokracji i liberalnego konserwatyzmu, w kwestiach gospodarczych opowiadają się za liberalizmem gospodarczym.
Centroprawicową określa się też koalicje rządowe i wyborcze partii centrowych i prawicowych.